# George Pratt
George Pratt (13 de outubro de 1960) é um desenhista de histórias em quadrinhos dos Estados Unidos. Seu primeiro trabalho publicado foi na revista Epic Illustrated #20, da Marvel Comics, em 1983. Colaborou na pintura das duas últimas edições da minissérie Moonshadow. Em 1990, a DC Comics lançou sua graphic novel sobre a 1ª Guerra Mundial, Enemy Ace: War Idyll. Também fez outros trabalhos para a DC, especialmente capas com arte pintada. Em 2003, recebeu o Prêmio Eisner na categoria Melhor pintor ou artista multimídia, por seu trabalho na minissérie Wolverine: Netsuke.